# Miss Internacional 1994
Miss Internacional 1994 fue la 34.ª edición de Miss Internacional, cuya final se llevó a cabo en el recinto Sun Arena, en la ciudad de Ise, Japón el 4 de septiembre de 1994. Candidatas de 50 países y territorios compitieron por el título. Al final del evento Agnieszka Pachałko,  Miss Internacional 1993 de Polonia coronó a Christina Lekka, de Grecia como su sucesora.

## Resultados
| Resultados finales      | Concursante |
| ----------------------- | --- |
| Miss Internacional 1994 | - Grecia - Christina Lekka |
| 1.ª Finalista           | - Aruba - Alexandra Ochoa |
| 2.ª Finalista           | - España - Carmen Vicente |
| Semifinalistas (Top 15) | - Colombia - Alexandra Betancur - Corea - Sung Hyun-ah - Filipinas - Alma Carvajal - Fiyi - Sunita Devi - Francia - Nathalie Pereira - Gran Bretaña - Amanda Johnson - Holanda - Sabine Te Vrede - Israel - Nizan Kirshenboim - Japón - Tomomi Hanamura - Nicaragua - Luisa Urcuyo - Suecia - Mirja Haglof - Venezuela - Milka Chulina |

### Premios especiales
- Miss Simpatía:  Filipinas - Alma Carvajal
- Miss Fotogénica:  Corea - Sung Hyun-ah
- Traje Nacional:  Paraguay - Jannyne Peyrat Scolari

## Relevancia histórica del Miss Internacional 1994
- Grecia gana Miss Internacional por primera vez.
- Aruba obtiene el puesto de Primera Finalista por primera vez.
- España obtiene el puesto de Segunda Finalista por tercera vez. La última vez fue en 1980.
- Colombia, Corea, Israel, Japón y Venezuela repiten clasificación a semifinales.
- Colombia y Corea clasifican por cuarto año consecutivo.
- Venezuela clasifica por tercer año consecutivo.
- Israel y Japón clasifican por segundo año consecutivo.
- España y Grecia clasificaron por última vez en 1992.
- Filipinas, Francia, Gran Bretaña clasificaron por última vez en 1991.
- Suecia clasificó por última vez en 1990.
- Holanda clasificó por última vez en 1989.
- Nicaragua clasificó por última vez en 1974.
- Aruba y Fiyi clasifican por primera vez en la historia del concurso y apuntan su clasificación más alta hasta la fecha.
- Australia rompe una racha de clasificaciones que mantenía desde 1991.
- De Europa entraron seis representantes a la ronda de cuartos de final, transformándose este en el continente con más semifinalistas, de igual manera dominaron la ronda final colocando a dos países.
- Ninguna nación de África pasó a la ronda semifinal.

## Candidatas
50 candidatas de todo el mundo participaron en este certamen:
| - Alemania - Viola Tuschardt - Argentina - Alicia Andrea Ramón - Aruba - Alexandra Ochoa Hincapié - Australia - Rebecca Anne Jackes - Austria - Kerstin Sattler - Bolivia - Maria Renée David - Brasil - Ana Paula Barrotte - Colombia - Alexandra Betancur Marín - Corea - Sung Hyun-ah - Costa Rica - Silvia Ester Muñoz Mata - Dinamarca - Birgitte Brondum Jensen - El Salvador - Nathalia Gutiérrez Munguía - España - Carmen Maria Vicente Abellam - Estados Unidos - Karen Kristie Doyle - Fiyi - Sunita Devi - Filipinas - Alma Carvajal Concepción - Finlandia - Marja Hannele Vuoristo - Francia - Nathalie Pereira - Gran Bretaña - Amanda Louise Johnson - Grecia - Christina Lekka - Guam - Nadine Theresa Gogue - Guatemala - Vivian Mariela Castañeda Aldana - Hawái - Juliet Lokelani Kahikina Raymundo - Holanda - Sabine Te Vrede - Hong Kong - Dorothy Ng So-Shan | - India - Francesca Marilynne Hart - Irlanda - Julie Alicia Stokes - Israel - Nitzan Kirshenboim - Japón - Tomomi Hanamura - Luxemburgo - Sandy Wagner - Malta - Elaine Lanzon - México - Lilia Elizabeth Huesca Guajardo - Marianas del Norte - Mary Michelle Manibusan - Nicaragua - Luisa Amalia Urcuyo Lacayo - Nigeria - Jamilla Haruna Danzuru - Noruega - Ann Wibeche Hoel - Panamá - Dinorah Acevedo González - Paraguay - Jannyne Elena Peyrat Scolari - Perú - Lidia Ferrari - Polonia - Ilona Felicjanska - Portugal - Sónia Maria Marques Abel - Puerto Rico - Alice Mercedes Lee - República Dominicana - Alexia Magdalena Lockhart Fermín - República Eslovaca - Nikoleta Meszarosová - Rusia - Yelena Vitcheslavovna Gorbachova - Singapur - Joycelyn Ching Ching Teo - Sri Lanka - Sharmila Tamara Kariyawasam - Suecia - Mirja Kristina Haglöf - Turquía - Aysin Albayrak - Ucrania - Helen Vladimirovna Bakaeva - Venezuela - Milka Yelisava Chulina Urbanich |

### No concretaron su participación
- Ecuador - Priscilla Ruiz
- Honduras - Gloria Ondina Rivera

## Crossovers
| Miss Universo - 1993: Argentina - Alicia Ramón - 1993: Nicaragua - Luisa Urcuyo - 1993: Nigeria - Jamilla Danzuru ( representando a Ghana ) - 1993: Venezuela - Milka Chulina (Segunda finalista). - 1994: Aruba - Alexandra Ochoa - 1994: Luxemburgo - Sandy Wagner - 1995: República Eslovaca - Nikoleta Meszarosová | Miss Mundo - 1991: Nigeria - Jamilla Danzuru ( representando a Ghana ) - 1993: Gran Bretaña - Amanda Johnson - 1994: Costa Rica - Silvia Muñoz - 1994: Paraguay - Jannyne Peyrat Miss Europa - 1994: Gran Bretaña - Amanda Johnson (Tercera finalista). - 1994: Luxemburgo - Sandy Wagner - 1994: República Eslovaca - Nikoleta Meszarosová (Semifinalista). |